# تروسکولازی نیویسکو
تروسکولازی نیویسکو (به لاتین: Truskolasy-Niwisko) یک منطقهٔ مسکونی در لهستان است که در Gmina Sokoły واقع شده‌است.